# Кривични поступак у нововековној Србији
Кривични судски поступак у нововековној Србији се развијао кроз две историјске фазе. У периоду од Првог српског устанка па до 1856. године, поступак је чинио мали број прописа али је у доношењу пресуде  предност имао здрав разум. Након Кривичног законика из 1865. године поступак је уређен са конкретним одредбама о главном претресу, доношењу пресуде и поступку пред поротом.

## Прописи о кривичном поступку до 1865. године
Све до средине тридесетих година XIX века судило се на основу обичаја, здравог разума и малобројних прописа о судском поступку. На основу Устава из 1838. године уређени су судови и правосуђе. Донете су одлуке у оквиру којих је захтевано:
-јавно и усмено суђење у примирителним судовима;
-писмено доношење пресуда у остала два суда – окружном и Апелационом;
-рок за жалбу на виши суд.
Након доношења устава, уставобранитељи стварају различите прописе којима уређују кривични поступак.Међу тим прописима треба издвојити Устројство окружних судова из 1840. године које је донело одредбе уз помоћ којих се формирао нацрт за тадашњни кривични поступак. Према Уставу из 1838. године суђењем најлакших дела су се бавили редовни, примителни судови.Сам поступак је подељен на два дела: претходни поступак и главни претрес.
Улога јавног тужиоца је припала свакоме ко би окривљеног предао суду. Најчешће су то били полицијски органи, који су имали задатак да прикупе доказе и да их заједно са кривцем предају суду. 
Постојали су  прописи који су уређивали положај и штитили окривљеног.Окривљени није могао да буде у притвору дуже од 24 часа и није био изложен тортури ради признања кривице. Међутим, за сваку изнету доказану лаж је могао бити кажњен и то захваљујући прописима који су дозвољавали принудне мере „за докучење признања“. Поступак је сматран инквизиционим (истражним) јер су се скупљали докази и „за“  и „против“ оптуженог.
Када се утврди да кривица постоји, суд изриче пресуду уз пуно заседање већином гласова. Оно што је било важно за пресуду је: да буде разумљива и јасна, да се из ње тачно види ко је кривац и какво је кривично дело учињено, да буду приказане све врсте доказа и околности и на крају, коју казну је оптужени заслужио. Окружни суд је бавио извршавањем пресуде. Ако је пресуда била ослобађајућа, окривљени је морао бити пуштен одмах на слободу, а ако је пресуда била осуђујућа тражио је начин како да се она ефикасно изврши.

### Доказивање и докази
Да би се утврдио циљ кривичног поступка потребно је утврдити истинитост или неистинитост чињеница тј. доказа у поступку доказивања. Тадашњи прописи за уверење приликом решавања кривичних ствари имали су двојако уређење.
1. Једни законодавци су се бавили правилима којих је судија морао да се придржава, када је хтео да донесе одлуку о истинитости неке чињенице – теорија законских доказа. Та теорија је могла бити позитивна и негативна доказна теорија.
2. Други су препуштали судијама да по слободном нахођењу одлуче да ли су чињенице истините или не- теорија слободног судијског уверења. Српски законодавац је усвојио негативну доказну теорију законских доказа. То је теорија према којој, за осуду окривљеног  је било потребно да се стекну законом дозвољени докази , али и када би се стекли, судија га није могао осудити ако није био уверен у његову кривицу.[1]

```
 
Постоје три периода која разликују доказна средства:
```

1. Од 1804. до 1842 – заклетва, свод, мазија, јемство, признање, сведоци и исправе. Од судије је зависило које ће средство употребити и колику доказну снагу ће оно имати. Заклетва, свод и мазија су губили на значају јер нису одговарали новом добу, а највећи значај су имали признање и сведоци. То је био период када је у доказном систему владала теорија слободног судијског уверења зато што није постојао пропис који је налагао или забрањивао судији да нешто и против своје савести узме за доказано или недоказано. Исправе су биле ретко коришћене у Србији због малог степена заступљености писмености у то време.

1. Од 1842. године – признање, сведоци, исправе, вештаци и саставни докази. Саставни докази су се добијали на основу индиција (то су били основи сумње или посредни докази). Доказна правила су била законодавни правилник који је преузео доказни систем аустријског ЗКП-а из 1803. године. Заправо, српски кривични поступак је у целини био уређен према аустријском моделу.

1. Због доношења новог законика о кривичном поступку донет је Распис из марта 1863. године којим су била предвиђена следећа доказна средства: увиђај, вештачко мишљење, признање, сведоци, исправе и саставни доказ. Све српске одредбе о доказима и негативној доказној теорији су поново биле поптун превод прописа аустријског ЗКП-а из 1853.године.[1]

## Законик о кривичном поступку из 1856. године
Законик о кривичном поступку донет је у априлу 1865. године и касније је допуњен  Законом о пороти из 1871. године.
„А сваки човек има право да јави надлежној полицијској власти, чим дозна за какво учињено злочинство или преступљење , које се по званичној дужности ислеђује и казни, и надлежна власт дужна је  онако поступи, као што је у опште  за истраживање злочинства и преступљења прописано.“ 
Када суд подигне оптужницу, предмет би доделили иследном одбору који су чинили један судија и писар. Судија је добијао, поред редовне улоге иследог судије, и улогу државног тужиоца будући да тада државно тужилаштво као стална установа није постојало. Ако је оптужница била прихваћена суд би заказивао главни претрес чија је сврха била да објасни предмет тужбе и донесе пресуду.

### Главни претрес
Он се формално састојао из више начела. Према начелу јавности-свако је могао да пристуствује главном претресу. Јавност се могла искључити из разлога морала, одржавања реда и узраста испод 16 година. Начело усмености је захтевало да свака судска одлука заснива на усмено одржаном главном претресу.  Последње начело непосредности је захтевало да суд доноси одлуку само на основу сопствених утисака који су се развили из усмене расправе пред судом.  Међутим, законска правила о оцени доказа су из праксе судова уклонила начела усмености и непосредности. Судија је био везан да доносе пресуду искључиво на основу онога што пише у актима и није користио оно што је судско веће чуло на главном претресу. Тако се претрес  заснивао на начелима писмености и посредности.
Што се тиче изгледа и форме претреса он је био базиран на акузаторском (оптужном) начелу. Све радње везане за поступак су вршили процесни субјекти: тужилац, окривљени и суд. Суд је требало да буде непристрасни учесник спора који  решава правни спор између тужиоца и окривљеног. У пракси, државни тужилац није био засебан орган те је ту улогу имао један од судија судећег суда. Оптужницу је подизао суд. Сама улога тужиоца је била формална и без овлашћења па је ту улогу у оквиру главног претреса обављао председник суда. На тај начин се оптужно претварало у инквизиционо начело.
„Браниоци могу бити јавни правозаступници и сви, који су правне науке свршили, а нису осуђени на безчастеће казне, нити се налазе под ислеђем због дела, које такве казне доносе, или се за безчастеће сматрају.“
Главни претрес је почињао тако што би председник судског већа позвао тужиоца да изложи тужбу а након тога оптуженог да изнесе одбрану. Када се оптужени испита, приступа се доказном поступку где се износе сви докази који су релевантни за случај. Они су служили да би објаснили све чињенице које суд сматра важним ради правилног суђења. Након детаљног испитивања предмета, председник даје реч странкама како би изнеле све своје захтеве и предлоге за решавање спора, где последњу реч даје оптуженом. После тог чина долази до закључења претреса од стране председника. Сви присутни напуштају просторију у којој остаје судско веће које гласа и  доноси коначну одлуку. Одлука се износила у нејавној седници у присуству чланова већа и записничара.
Доказна средства која су била дозвољена и која су се користила су:судски увиђај, мишљење вештака, признање оптуженог, исказ сведока, исправе и саставни доказ. Суд није могао да користи теорију слободног судијског уверења јер није била усвојена. Одлучивало се по законским правилима према позитивној доказној теорији.
Одлука првостепеног суда је могла бити или решење или пресуда.Решењем је суд прекидао поступак против оптуженог уз различита образложења (на пример, није постојало кривично дело). 
Пресуда је имала више облика. Могла је бити:
1. осуђујућа-где се изрицала казна;
2. пресуда којом се оптужени оглашавао за невиног и
3. ослобађајућа пресуда услед недостатка доказа. Ова пресуда се још пре користила у кривичном поступку где се са отпуженог скида терет јер „није потпуно доказано“ али је било иницијација да сумња „на њему још остаје, да је дело учинио“.

Пресуда је морала да садржи одређене особине како би била окарактерисана као правно ваљана. Садржала је:
1. датум суђења;
2. име и презиме судија и иследника;
3. име и презиме оптуженог и браниоца, ако га има;
4. име и презиме државног или приватног тужиоца;
5. како и коју врсту кривичног дела је учинио оптужени;
6. докаже којима се дело доказује;
7. питања које је постављало судско веће и одговоре на њих;
8. чланове закона по којима је пресуђено и
9. казну на коју се оптужени осуђује.

Суд би пресуду укратко и јасно образложио у записнику и навео ко сноси трошкове приликом суђења. Након потписивања записника, све судије и писар, председник већа би јавно у заседању објављивао пресуду (ако не одмах, онда најдаље за три дана од завршеног претреса). Након објављивања пресуде би суд пренео исту у писану форму и доставио је оптуженом, тужиоцу и оштећеном.
Апелациони суд своју улогу показује приликом приношења жалбе на оригиналну пресуду првостепеног суда. Уколико би тужилац или осуђени исказали незадовољство донетом пресудом, случај би преузимао другостепени суд. У Апелационом суду су постојале могућности да се предмет врати на суд првог степена због поновног суђења и ислеђења или да се одобри првостепена пресуда.
Против одлуке која је донета на Апелационом суду, жалбу може да подигне само овлашћено лице. Жалба се подноси највишем суду- Касационом суду.
Касациони суд је могао да сваку одлуку нижег суда прогласи правоснажном или да је укине због повреде формалних или материјалних закона и врати предмет на поновно суђење у оквиру првостепеног суда, са примедбом како треба поступити. Уколико примарни суд не уважи примедбе Касационог суда, у писму мора да наведе из којих тачно разлога се одступа од сугестија највишег суда. У општој седници Касациони суд разматра разлоге које је навео првостепени суд. Ако општа седница не прихвати те разлоге, формира  образложене примедбе, које су биле обавезне за првостепени суд да по њима поступи.
„Ако је казнено дело у округу једнога суда преправљано, а у округу другога суда  извршено, онда је овај последњи суд, суд учињеног дела због тога, што је у његовом округу дело учињено тј. што је ту учињено оно, што је казненим законом за казнено проглашено.“
У ЗКП-у иу 1865. године била је превиђена забрана reformation in peius (преиначење на горе) код редовних правних лекова. То је било правило према коме поводом изјављеног правног лека само у корист окривљеног виши суд не сме изменити пресуду на његову штету, било да је у питању правна оцена дела или казна. Циљ коришћења те забране јесте у томе да уклони страх код окривљеног да ће коришћењем правног лека погоршати свој положај (да ће бити теже осуђен).
Правоснажна пресуда је била она која је на очигледан начин и трајно решила кривични спор, која се више није могла нападати правним (редовним) лековима. Правноснажност је наступала: када су сви правни лекови били употребљени, када је донета пресуда у последњем степену и када су овлашћена лица за употребу правних лекова пропустила рок за њихову изјаву или се одрекла њихове употребе.
Када она постане правноснажна, шаље се првостепеном суду, који је шаље полицији на извршење.
О донетој пресуди се није могло поново расправљати на основу начела ne bis in idem (не двапут о истој ствари), међутим у српском кривичном поступку је пракса била другачија. ЗКП је допуштао поновно суђење због околности које су доводиле до сумње у материјалну истинитост пресуде. Реч је о једном вандредном правном леку – захтеву за поновно суђење, који се улагао против правоснажне пресуде с циљем да се она поништи и оформи нова на основу нових доказа и поступка.
„Ислеђење и суђење казнимог дела као и извршење пресуде, што се казне тиче, престаје: кад кривац умре, или кад кривица застари или кад приватни тужилац од тужбе одустане. Само ствари кривца који је злочинство учињено, или оне,  које је злочиним делом произвео могу се и по смрти овога од његових наследника одузети, и новчана казна из заоставшег посмртног имања наплатити, ако му је пресуда коначна за живота саопштена. Тужба на накнаду штете, казпимим делом кричињене, смрћу кривца не престаје, него се може водити и противу његових наследника. Она престаје само по основима застарења, и за време грађанским закоником одређено.“

## Поступак пред поротом
Кривично правосуђе није успело да испуни очекивања јер се често дешавало да учиниоци избегавају заслужену казну. Разлог томе јесте што су учиниоци често били ослобођени услед недостатка доказа без  обзира на постојање кривице. Решење које је уследило јесте увођење пороте која је била актуелна у Европи. Земље су имале различите разлоге због којих су уводиле пороту. Србија је увела пороту ради спречавања могућности да се избегну казне од стране злочинаца и да се оствари правичност и побољшање кривичног правосуђа.
У октобру 1871. донет је Закон о пороти којима су постепено уведени поротни судови. Писац закона је био Стојан Вељковић, министар правосуђа. Први облик пороте није захтевао одвојеност судија и пороте као два различита колегијума због оскудних српских прилика. Због тога је направљен мешовити суд. То је био суд састављен од тројице судија (окружног суда) и четворице поротника и био је надлежан за дела која су обухватала крађу, разбојништво и паљевину. Њихов задатак је био да на крају главном претреса заједно са судијама донесу одлуку о кривици оптуженог, према слободном уверењу, на основу свих доказа изведених на главном претресу и из познавања ствари. Нису се придржавали прописаних правила о доказима, али су морали да образложе своје мишљење и ти разлози су били део одлуке суда. За доношење одлуке о кривици било је потребно најмање пет гласова. Надлежност у склопу примене законских правила и одређивање казне имали су искључиво судије професионалци. Пресуда или решење које се доносило могла је да прати жалба поднесена Касационом суду искључиво у та два аспекта (није могла да се поднесе по питању кривице оптуженог). Касациони суд је могао да донесе две врсте решења:
1. Решење којим се поништава цео поступак и наређује нов претрес, уколико је повређен Закон о пороти.
2. Решење којим поништава одлуку поротног суда и налаже поновно одлучивање, због погрешне примене материјалног закона.[1]